# Iúçufe ibne Taxufine
Iúçufe ibn(e) Taxufine (em árabe: يوسف بن تاشفين ناصر الدين بن تالاكاكينن; romaniz.: Yûsuf bnu Tâšfîn Nâçereddîn bnu Tâlâkâkîn as-Sanhâjî; 1061–2 de setembro de 1106), também conhecido como Iúçufe ibn(e) Texufine, Iúçufe ibne Taxfine, Iúçufe ibne Texefine, Iúçufe ben Texufine e Iúçufe ben Taxefine, foi um emir almorávida, o primeiro da dinastia berbere dos almorávidas que reinou sobre parte do Magrebe (os atuais Marrocos, Mauritânia, Senegal e oeste da Argélia) e Alandalus até 1147. Este império recebia também o nome de Império ou Reino de Marraquexe.

## Vida
Iúçufe foi chamado pelo rei Almutâmide da Taifa de Sevilha e o rei da Taifa de Badajoz para os auxiliar frente ao monarca Afonso VI de Leão e Castela após a queda da taifa de Toledo, da qual ambos os soberanos eram tributários. Foi enviado pelo seu primo Abu Becre ibne Omar (r. 1056–1087), chefe dos almorávidas, contra o qual posteriormente se insubordinou, tolerando o anterior a insubordinação para evitar assim a fragmentação do reino.
A Taifa de Sevilha vinha pagando párias desde a época de Fernando I, que transmitiu o direito de cobro ao seu filho Garcia da Galiza e que, finalmente, recaiu em Afonso VI. No princípio de 1086 Afonso enviou um grupo de comissionados, encabeçados pelo judeu ibne Salibe, para efetuarem o cobro anual. Este cobro não foi realizado devidamente, o qual provocou as iras do enviado real; Almutâmide apresou os emissários e deu morte a ibne Salibe. A ameaça de retaliações por parte de Afonso VI fez com que o rei de Sevilha enviasse uma petição de ajuda a Iúçufe, que se encontrava sitiando Ceuta, no norte africano.
Este emir declarara a jiade ao norte da África, com tanto fervor que em poucos anos converteu ao Islão quase todo o Saara. A extensão dos seus domínios era de seis meses de caminho ao longo e quatro ao largo. Iúçufe venceu o rei Afonso VI na batalha de Zalaca, a 23 de outubro de 1086, embora a morte do seu filho o levasse a abandonar precipitadamente o Alandalus, regressando para o Magrebe, pelo qual as consequências da derrota para o Reino de Leão não foram muito apreciáveis.
Quatro anos depois regressou e foi ocupando as diversas taifas do Alandalus: Granada, Sevilha, Badajoz e Valência. Em 1062, mandou edificar a sua capital, Marraquexe (donde provém o nome de "Marrocos"). Será daí desde onde conduzirá as suas campanhas, sobretudo na península Ibérica. A sua tumba encontra-se em Marraquexe.